# ماركي دلغادو
ماركي دلغادو (بالإنجليزية: Marky Delgado)‏ (16 مايو 1995 بغليندورا في الولايات المتحدة - ) هو لاعب كرة قدم أمريكي في مركز الوسط. شارك مع منتخب الولايات المتحدة تحت 17 سنة لكرة القدم ومنتخب الولايات المتحدة تحت 18 سنة لكرة القدم ومنتخب الولايات المتحدة تحت 20 سنة لكرة القدم ومنتخب الولايات المتحدة لكرة القدم. أما مع النوادي، فقد لعب مع نادي تورونتو ونادي شيفاز يو إس أي.

## وصلات خارجية
- ماركي دلغادو على موقع الدوري الأمريكي (الإنجليزية)
- ماركي دلغادو على موقع قاعدة بيانات كرة القدم.إي يو (الإنجليزية)
- ماركي دلغادو على موقع ناشيونال فوتبول تيمز (الإنجليزية)
- ماركي دلغادو على موقع Soccerway.com (الإنجليزية)
- ماركي دلغادو على موقع AS.com (الإسبانية)